# Младен Матичевић
Младен Матичевић (Београд, 1965) српски је редитељ, сценариста и продуцент.

## Каријера
Дипломирао је на Факултету драмских уметности Универзитета уметности у Београду на одсеку за филмску и ТВ режију. Режирао је више од 20 документарних филмовима, а најпознатији су Гето — тајни живот града (1995), Како постати херој (2007), Run for life (2010) и Мој занат (2014).
Режисер је хумористичке тинејџерске ТВ серије Неки нови клинци из 2003. године и серије Беса, као и дугометражних филмова Један на један (2002), Заједно (2011) и Небеска тема, о певачу Влади Дивљану (2019).
Његови филмови приказани су на великом броју фестивала као што су Лондонски Интернационални филмски фестивал, Интернационални фестивал документарних филмова у Амстердаму, ZagrebDox, BelDox и други.
За свој рад добио је велики број награда и признања, у Букурешту, Москви, Загребу и Београду. Филм Један на један, чији је Матичевић сценариста и редитељ, награђен је 2002. године у избору Фипресци Србија, а филм Заједно награђен је другом наградом за сценарио на Фестивалу филмског сценарија у Врњачкој Бањи 2011. године.

## Филмографија
| Год.   | Назив                    | Улога                           |
| ------ | ------------------------ | ------------------------------- |
| 1980-е |                          |                                 |
| 1987.  | Бекство из Собибора      | асистент редитеља               |
| 1988.  | The Fortunate Pilgrim    | асистент редитеља               |
| 1990-е |                          |                                 |
| 1990.  | Ноћни играчи             | сценариста                      |
| 1995.  | Гето — тајни живот града | режисер                         |
| 1998.  | Купи ми Елиота           | асистент редитеља               |
| 2000-е |                          |                                 |
| 2002.  | Један на један           | режисер и сценариста            |
| 2003.  | Неки нови клинци         | режисер                         |
| 2003.  | Маргина                  | асистент редитеља               |
| 2007.  | Како постати херој       | продуцент и редитељ             |
| 2010-е |                          |                                 |
| 2011.  | Заједно                  | продуцент, редитељ и сценариста |
| 2011.  | Run for life             | продуцент, редитељ и сценариста |
| 2014.  | Мој занат                | продуцент, редитељ и сценариста |
| 2019.  | Небеска тема             | редитељ и сценариста            |
| 2020-е |                          |                                 |
| 2019.  | Беса (ТВ серија)         | сценариста                      |